# Азекеево
Азеке́ево (баш. Әзекәй) — деревня в Белебеевском районе Республики Башкортостан Российской Федерации. Входит в состав Тузлукушевского сельсовета.

## География

### Географическое положение
Расстояние до:
- районного центра (Белебей): 19 км
- центра сельсовета (Тузлукуш): 1 км

## История
Название происходит от личного имени Әзекәй.

## Население
| 2002 | 2009 | 2010 |
| ---- | ---- | ---- |
| 6    | ↗17  | ↘15  |

Национальный состав
Согласно переписи 2002 года, преобладающая национальность — башкиры (83 %).